# Amerikanistisches Phonetisches Alphabet
Das Amerikanistische Phonetische Alphabet (APA, englisch Americanist Phonetic Alphabet, auch NAPA, North American Phonetic Alphabet oder Americanist phonetic notation) ist eine Erweiterung des lateinischen Alphabets zur phonetischen Transkription gesprochener Sprachen, das auf John Wesley Powell zurückgeht. Im Gegensatz zum Internationalen Phonetischen Alphabet (IPA) macht es stärkeren Gebrauch von diakritischen Zeichen. Es wird nicht nur, aber vorwiegend zur Beschreibung indigener nordamerikanischer Sprachen verwendet.